# Henryk Bujak
Henryk Jan Bujak (ur. 26 grudnia 1963 w Krapkowicach) – polski inżynier, dr hab. nauk rolniczych, profesor i  były kierownik Katedry Genetyki, Hodowli Roślin i Nasiennictwa Wydziału Przyrodniczego i Technologicznego Uniwersytetu Przyrodniczego we Wrocławiu.

## Życiorys
W 1989 ukończył studia agronomiczne w Akademii Rolniczej we Wrocławiu, 2 grudnia 1997 obronił pracę doktorską Analiza dziedziczenia cech użytkowych mieszańców międzyliniowych żyta, 2 marca 2004 habilitował się na podstawie pracy zatytułowanej Studia nad wartością hodowlaną żółtoziarnistych form żyta ozimego. 26 czerwca 2014 nadano mu tytuł profesora w zakresie nauk rolniczych.
W 2006 objął funkcję profesora nadzwyczajnego i kierownika w Katedrze Genetyki, Hodowli Roślin i Nasiennictwa na Wydziale Przyrodniczym i Technologicznym Uniwersytetu Przyrodniczego we Wrocławiu.
Piastuje stanowisko członka rady naukowej w Instytucie Hodowli i Aklimatyzacji Roślin – Państwowego Instytutu Badawczego. W latach 2018–2021 pełnił funkcję dyrektora tej instytucji. Następnie został powołany na stanowisko dyrektora Centralnego Ośrodka Badania Odmian Roślin Uprawnych w Słupi Wielkiej.